# 中一色町 (津島市)
中一色町（なかいしきちょう）は、愛知県津島市の地名。

## 地理
津島市中央から南部に位置する。東は百町、西は唐臼町・津島・愛西市、南は半頭町、北は日光に接する。

## 歴史

### 人口の変遷
国勢調査による人口および世帯数の推移。
| 1995年（平成7年）  | 553世帯 1959人 |  |
| 2000年（平成12年） | 584世帯 1975人 |  |
| 2005年（平成17年） | 617世帯 2010人 |  |
| 2010年（平成22年） | 719世帯 2006人 |  |
| 2015年（平成27年） | 730世帯 2010人 |  |

### 沿革
- 江戸時代には尾張国海東郡の尾張藩領佐屋代官所支配の中一色村として所在[1]。
- 1878年（明治11年） - 鬼頭新田・落合新田・日光新田の各一部を編入[1]。
- 1889年（明治22年） - 中一色村は神島田村大字中一色および津島町の大字なし地域にそれぞれ編入される[1]。
- 1906年（明治39年） - 神島田村大字中一色は永和村大字中一色となる[1]。
- 1956年（昭和31年） - 永和村大字中一色が津島市中一色町となる[1]。

## 交通
- 愛知県道中一色名古屋線[2]

## 施設
- 永宝団地[2]
- 津島市立神島田小学校[2]
- 錬成館[2]
- 津島下水終末処理場[2]
- 真宗大谷派福忍寺[2]
- 浄土宗円成寺[2]
- 西方寺[2]

### WEB
1. ↑  “愛知県津島市の町丁・字一覧”.   人口統計ラボ. 2023年3月12日閲覧。
2. ↑  総務省統計局 (2017年1月27日). “平成27年国勢調査の調査結果(e-Stat) - 男女別人口及び世帯数 －町丁・字等” (CSV). 2021年7月21日閲覧。
3. ↑  “愛知県津島市の郵便番号一覧”.   日本郵便. 2023年3月11日閲覧。
4. ↑  “市外局番の一覧” (PDF).   総務省 (2022年3月1日). 2022年3月22日閲覧。
5. ↑  総務省統計局 (2014年3月28日). “平成7年国勢調査の調査結果(e-Stat) - 男女別人口及び世帯数 －町丁・字等” (CSV). 2021年7月20日閲覧。
6. ↑  総務省統計局 (2014年5月30日). “平成12年国勢調査の調査結果(e-Stat) - 男女別人口及び世帯数 －町丁・字等” (CSV). 2021年7月20日閲覧。
7. ↑  総務省統計局 (2014年6月27日). “平成17年国勢調査の調査結果(e-Stat) - 男女別人口及び世帯数 －町丁・字等” (CSV). 2021年7月21日閲覧。
8. ↑  総務省統計局 (2012年1月20日). “平成22年国勢調査の調査結果(e-Stat) - 男女別人口及び世帯数 －町丁・字等” (CSV). 2021年7月21日閲覧。
9. ↑  総務省統計局 (2017年1月27日). “平成27年国勢調査の調査結果(e-Stat) - 男女別人口及び世帯数 －町丁・字等” (CSV). 2021年7月21日閲覧。

### 書籍
1. 1 2 3 4 5 6  「角川日本地名大辞典」編纂委員会 1989, p. 920.
2. 1 2 3 4 5 6 7 8 9 10  「角川日本地名大辞典」編纂委員会 1989, p. 1727.